# 白輪剛史
白輪 剛史（しらわ つよし、1969年2月1日 - ）は、動物商、爬虫類研究家。iZoo園長、KawaZoo館長、日本爬虫類両生類協会理事長、有限会社レップジャパン代表取締役。

## 人物
静岡県静岡市生まれ。幼少より爬虫類に興味を持ち、専門的な知識を独学する。
1995年（平成7年）には「有限会社レップジャパン」を設立し、代表取締役に就任。数カ国語を操る語学力を活かし、海外より新種、珍種の爬虫類、動物を輸入している。爬虫類輸入卸商であり、爬虫類のイベント「ジャパンレプタイルズショー」を主催。書籍の執筆、講演、テレビ番組に出演するなどマルチに活動している。演出家のテリー伊藤とは友人で、『動物の値段』はテリー伊藤からの誘いにより執筆した。この『動物の値段』において白輪は、ビジネスの経験や動物園向けの稀少種を入手するための冒険譚を書き著している（詳細は#『動物の値段』を参照）。
また、2011年8月からSBS RADIO 静岡放送『テキトーナイト!!』の動物コーナーのレギュラーとして出演し、約1年間続いた。
2012年9月にはフジテレビ系列にて放送された『ホンマでっか!?TV』のスピンオフ番組『ウソでっしゃろ!?TV』に珍ペット評論家として出演した。同年、静岡県賀茂郡河津町の国立公園内にある伊豆アンディランド（「亀族館」）を買収し館長に就任。8月よりリニューアル工事を行い、同年12月に爬虫類の動物園（いわゆる爬虫類館）のiZoo（体感型動物園イズー）へと改修し、園長に就任した。

### 経歴
- 高校在学中の1986年～1987年、TBS「わくわく動物ランド」へ出演。爬虫類好きな高校生としてマスコミに取り上げられる。
- 1986年にはノギハラバシリスクの繁殖に日本初成功。
- 1986年、平凡社「動物大百科」のCM出演。
- 静岡県立静岡農業高等学校卒業。
- 1995年、レップジャパン代表取締役。
- 2012年4月、伊豆アンディランド館長就任。
- 2012年12月、iZoo（イズー）園長就任。

#### 飼育されていた特定動物の捕獲
- 2021年5月22日午後4時48分、同月に横浜市戸塚区名瀬町のアパートから逃げ出していたアミメニシキヘビの捜索に参加し、午後4時45分頃、屋根の骨組みに巻き付いているヘビを白輪自身と日本爬虫類両生類協会の会員2名が発見し、3人がかりで確保した[4][5]。
- 同年10月18日、つくば市の公園の池で出没していた「特定動物」に指定されている「ワニガメ」を白輪自身とスタッフで、4度目に“捕獲作戦”にて捕獲に成功した[6]。

## 発言

### 『動物の値段』
動物の取引価格について、2009年に白輪が著書で明らかにしたが、白輪は「「違法取引が横行する原因」などの理由で、これまで動物の値付けの公開はタブー視された」としたうえで、値段からくる動物の価値を一般人に知らせること、また哺乳類の80%は輸入禁止で価格が知られても構わないことなどの理由から、輸入禁止の動物を中心に値段を明かしたと語っている。それによると、アフリカライオンの仔は45万円、フタユビナマケモノは65万円、ケープペンギンは80万円、ラッコは250万円、トラは500万円、アルダブラゾウガメは500万円、キングペンギンは800万円、シロサイは1,200万円、アミメキリンは350万円～1,300万円、アジアゾウは3,000万円、ニシローランドゴリラは8,000万円、シャチは1億円、シーラカンスは3億円、などとなっており、これらは日本テレビの番組『スッキリ!!』でも公表された。著書で白輪は動物飼育の困難さを経験も交えて書き、「（動物は）やっぱり動物園や自然下で観察しましょうね」と書き著している。また白輪は、「保護団体から動物商は非難されるが、動物商は動物が絶滅したなら死活問題であり、保護団体よりも真剣に動物保護を考えている。保護団体は人員不足で絶滅危惧種（の激増）への対応ができかね、保護に失敗して個体数減少を招くことがあると聞く。動物商は絶滅危惧種の生態を熟知しており、動物商が保護をしたほうがよい。」とする主旨を取材で答え、動物商が絶滅危惧種の保護をすべきだと考えており、更に、保護団体に何度も対話を呼びかけるが断られていることも明かした。
2014年7月20日のテレビ朝日『サンデースクランブル』で「野生動物の価格はこの10年くらい種類により10倍くらい、多いものでは20倍に上がっている。
相場が追いつかない。経済的に裕福でなかった国が新しい動物園やアミューズメント施設をつくり始めた。一番最近で大きな動きは中国、そして韓国、中東、ソ連から独立した国々」と語った。

### 爬虫類との関わり
「犬や猫を飼ったことが一度もなく、爬虫類は子供の頃から大好きであった」とインタビューに答えた。
2013年11月、外来種問題を提起しミシシッピアカミミガメ無制限引き取りを宣言した。また、同インタビュー内で「ヘビやトカゲを触ることに積極的なのは男性よりむしろ女性のほうだ」と発言している。
2014年7月10日に世界で初めてミミナシオオトカゲの飼育下での産卵に成功した。「前例がなく卵を産んだことが確認できたことも新発見」と静岡放送のインタビューに答えた。
2014年12月7日に世界で初めてミミナシオオトカゲの飼育下での孵化に成功した。

## 主な著書
- 『動物の値段』（単行本）（ロコモーションパブリッシング、2007年9月25日）

- 『動物の値段』（文庫）（角川書店(角川グループパブリッシング、2010年1月23日）

- 『動物の値段 満員御礼』（文庫）（KADOKAWA/角川書店、2014年12月25日）

- 『動物の値段と売買の謎』（単行本）（ロコモーションパブリッシング、2010年2月27日）

- 『パンダの飼い方』（単行本）（PHP研究所、2010年2月27日）[9]

- 『白輪園長の爬虫類・両生類ランキング大図鑑』（エムピージェー、2022年4月26日）

## 主な出演・番組協力
- 天才!志村どうぶつ園（日本テレビ）
- Dの嵐!（日本テレビ）
- ぐるぐるナインティナイン（日本テレビ）
- 世界一受けたい授業（日本テレビ）
- ザ!鉄腕!DASH!!（日本テレビ）
- 世界まる見え!テレビ特捜部（日本テレビ）
- ザ!世界仰天ニュース（日本テレビ）
- ザ!情報ツウ（日本テレビ）
- 所さんの目がテン!（日本テレビ）
- スッキリ!!（日本テレビ）
- ダウンタウンのガキの使いやあらへんで!!（日本テレビ）
- 世界の果てまでイッテQ!（日本テレビ）
- ここ掘れ!ワンワン!（日本テレビ）
- トリビアの泉（フジテレビ）
- ウソでっしゃろ!?TV（フジテレビ）
- ザ・ドキドキどっきり（フジテレビ）
- モーニングバード!（テレビ朝日）
- サンデースクランブル（テレビ朝日）
- びっくりぃむ（テレビ朝日）
- 真夜中の王国（NHK）
- クローズアップ現代（NHK）
- ニュース7（NHK）
- NHKスペシャル（NHK）
- 地球!ふしぎ大自然（NHK）
- 所さん!大変ですよ（NHK）
- 超歴史スペクタクルIII地球の夢!生命の夢!!ダーウィンの大冒険（TBS）
- 動物病院24時（TBS）
- あなたの人生お運びします（TBS）
- みのもんたの朝ズバッ!（TBS）
- どうぶつ奇想天外!（TBS）
- ひみつの嵐ちゃん!（TBS）
- 所さんの学校では教えてくれないそこんトコロ!（テレビ東京）
- あなたの知らないお仕事MAP（関西テレビ）
- 世間の裏側のぞき見バラエティ ウラマヨ!（関西テレビ）
- ミュージャック（関西テレビ）
- ビーバップ!ハイヒール（朝日放送テレビ）
- ニュース探究ラジオ Dig（TBSラジオ）
- テキトーナイト!（SBSラジオ）
- おじゃMAP!!（フジテレビ）
- 激レアさんを連れてきた。（テレビ朝日）